# Jagat Gosain
Jagat Gosain (nata Manavati Bai e nota anche come Mani Bai e con il nome postumo di Bilqis Makani; Jodhpur o Phalodi, 13 maggio 1573 – Agra, 8 aprile 1619) è stata una principessa indiana, imperatrice consorte dell'Impero Moghul come prima consorte dell'imperatore Jahangir. Fu anche madre del suo successore, Shah Jahan, anche se non visse abbastanza per vederne l'ascesa al trono.

## Nomi
Nacque col nome Rajput di Manavati Bai, scritto anche come Manvati Bai, Manmati Bai, Man Mati Bai o Mani Bai, ma è nota principalmente col nome di Jagat Gosain (letteralmente "santa del mondo"), che le fu conferito in occasione del suo matrimonio con Jahangir; oppure con il nome postumo di Bilqis Makani ("Signora della casa pura"), che le fu dato da suo marito dopo la sua morte.
Altri nomi usati per riferirsi a lei sono Taj Bibi ("Signora della Corona"), Balmati Begum, a causa di un errore negli scritti del missionario portoghese Sebastiano Manrique, e Jodha Bai ("principessa di Jodhpur"), sebbene quest'ultimo sia usato molto più spesso per riferirsi, anche se erroneamente, a sua suocera Mariam-uz-Zamani.

## Biografia

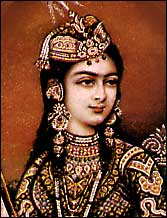
Miniatura di Manavati Bai

Manavati Bai nacque il 13 maggio 1573 a Jodhpur o a Phalodi, nell'allora Rajato di Marwar. Era per nascita una principessa Rajput, appartenente alla dinastia Rathore: suo padre era Raja Udai Singh, soprannominato Mota Raja ("il Raja grasso"), mentre sua madre la sua consorte principale, Rani Rajavat Kachawahi Manrang Devi, figlia di Askaran di Narwar, che era a sua volta nipote di Bharmal, padre di Mariam-uz-Zanami, che sarebbe poi divenuta suocera della stessa Manavati. Era anche la sorellastra di Sawai Raja Sur Singh, che successe al loro padre come Raja di Marwar, e di Maharaja Kishan Singh, fondatore di Kishangarh. Suo nonno paterno era Maldeo Rathore, uno degli ultimi sovrani indiani a mantenere l'indipendenza contro gli imperi Moghul e Sur, che fu poi persa nel 1563, durante il regno di suo figlio Chandrasen Rathore, che dovette arrendersi all'imperatore Moghul Akbar, che lo depose e lo sostituì con suo figlio Udai, il quale fece immediatamente atto di sottomissione ai Moghul.
Manavati incontrò per la prima volta il principe Salim Mirza (nome di nascita dell'imperatore Jahangir) a fine 1585, quando lei aveva solo dodici anni e lui quindici, mentre, con le altre donne della famiglia, prendeva parte a una funzione religiosa nell'harem Moghul. Salim rimase immediatamente colpito da lei e chiese la sua mano il giorno stesso. Inizialmente riluttante, il padre di Salim, Akbar, concesse il permesso solo dopo essersi consultato con sua madre, Hamida Banu. Il matrimonio fu celebrato nella casa della sposa l'11 gennaio 1586, con una cerimonia mista, con elementi sia islamici, la religione dello sposo, che indù, la religione della sposa. La dote fu fissata a 75 lakh e Manavati, pur senza convertirsi, fu ribattezzata con il nome islamico di Jagat Gosain, "santa del mondo", in onore della sua virtù e bellezza. Divenne così la seconda moglie di Salim, che aveva da pochi mesi sposato anche sua cugina materna Shah Begum, anche lei di nascita una principessa Rajput.
Sebbene i matrimoni inter-religiosi fra Moghul e nativi indiani fossero divenuti notevolmente più frequenti, anche in seno alla famiglia imperiale, dopo il matrimonio fra Akbar e Mariam-uz-Zamani, madre di Jahangir, nel 1562, non erano ancora universalmente accettati. Quando seppe delle nozze, Rana Kalyan Das Rathore, cugino di Jagat Gosain, imprecò sia contro lo zio che contro lo sposo e la sua famiglia, accusando il primo di debolezza e i secondi di aver "rubato" la cugina. Questo fu visto da Akbar come un atto di ribellione e si considerò autorizzato a marciare nel Siwana contro Kalyan, che infine morì in battaglia dopo aver costretto al suicidio le sue mogli e figlie, cosicché non cadessero in mano nemica. La lealtà dimostrata nel conflitto da Mota Raja, unita al matrimonio, garantì una solida alleanza fra Moghul e Marwar che, com'era stato per i parenti di Mariam-uz-Zanami, godettero di rispetto e influenza a corte.
Jagat Gosain venne descritta come bella, affascinante e dotata di ingegno, coraggio e una certa freschezza e arguzia nel relazionarsi con le persone, e in poco tempo si conquistò il rispetto e l'affetto dello sposo, anche se non fu mai fra le consorti favorite. Era anche dotata di talento musicale e di una voce dolce, doti che le fu permesso di coltivare grazie all'ausilio di maestri.
Dal matrimonio nacquero tre figli: una figlia, Begum Sultan Begum, nel 1590, morta a un anno; un figlio, Khurram Mirza, nato nel 1592 e destinato a divenire l'imperatore Shah Jahan; e una seconda figlia, Luzzatunnissa Begum, nata nel 1597, che morì all'età di sei anni.
La nascita di Khurram, terzo figlio maschio di Jahangir, fu accolta con particolare gioia da Akbar, che aveva ricevuto oracoli astrologici particolarmente favorevoli sul suo destino. Insistette quindi che i genitori affidassero a lui il bambino perché crescesse a palazzo, sotto la tutela di una delle sue principali consorti, la principessa Ruqaiya Sultan Begum, la quale, senza figli, crebbe il piccolo come se fosse stato suo. Khurram tornò poi alla madre naturale nel 1605, quando Jahangir salì al trono e si trasferì quindi lui stesso nel palazzo imperiale con il resto delle sue mogli.
Come imperatrice, Jagat Gosain risiedeva nel Jahangiri Mahal all'interno del forte di Agra, a cui era annesso un piccolo tempio indù. Un'altra sua residenza era il Kanch Mahal, a Sikandra, e il villaggio di Sohagpura, dove istallò un'attività di produzione di bracciali in vetro, un ornamento tipicamente indossato dalle donne indù durante le gravidanze.

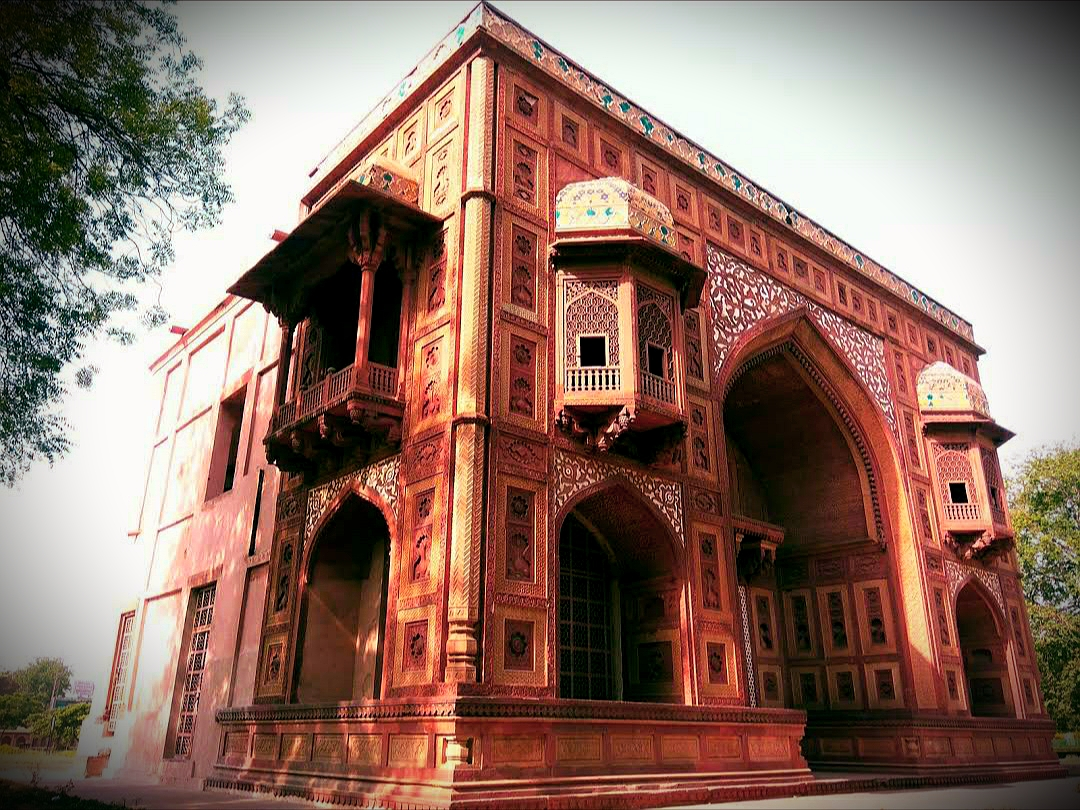
Kach Mahal

Al momento dell'ascesa di Jahangir, nel novembre 1605, Jagat Gosain era divenuta la sua prima moglie, essendosi Shah Begum suicidata pochi mesi prima, ma nonostante ciò aveva ben poca influenza a corte. Jahangir favoriva infatti altre consorti, come Saliha Banu Begum e, dal 1611, la potentissima Nur Jahan, di gran lunga la consorte che Jahangir amò di più, mentre Jagat Gosain, dopo qualche anno, era stata messa da parte, tanto che, nel 1612, non è neppure annoverata fra le quattro consorti principali nell'elenco stilato da William Hawkins, rappresentante a corte della Compagnia delle Indie Orientali. In più, fra Jagat Gosain e Nur Jahan non correva buon sangue, dal momento che quest'ultima favoriva, fra i figli di Jahangir, il minore, Shahryar Mirza, a cui aveva anche dato in sposa la sua figlia di primo letto, Mihrunnissa Banu Ladli Begum, piuttosto che quello di Jagat Gosain.

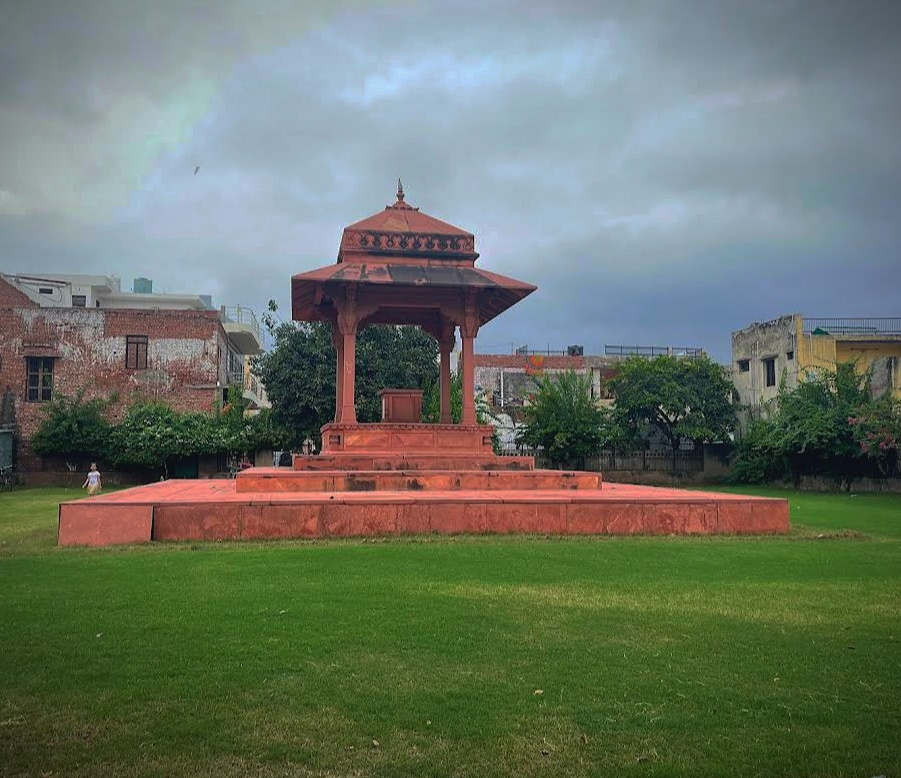
Chattri commemorativo in onore di Jagat Gosain

Jagat Gosain morì ad Agra l'8 aprile 1619, dopo alcuni mesi di una malattia ignota contratta a Fatehpur Sikri. Fu pianta in maniera inconsolabile da suo figlio Khurram, il quale per ventuno giorni si rinchiuse nelle sue stanze rifiutando di vedere chiunque tranne la moglie favorita, Mumtaz Mahal, la quale si occupò in sua vece delle distribuzioni rituali di cibo ai poveri e delle letture del Corano per l'anima della defunta. Da parte sua, Jahangir decretò che d'ora in poi fosse indicata in tutti i documenti col titolo onorifico di Bilqis Makani, "Signora della dimora pura". Fu sepolta a Dehra Bagh (Agra), come aveva disposto lei stessa, in un mausoleo piuttosto ricco che tuttavia fu distrutto dagli inglesi nel 1832 per poterne riutilizzare i materiali. Fu descritto come un edificio quadrato di 78 piedi, con cupole, torri e un ampio giardino, in cui sorgeva anche una moschea, oltre a una camera sotterranea dove era conservato il sarcofago. Nel 1921, sul sito dove sorgeva il mausoleo fu eretto un chhatri commemorativo.
Con la morte di Jagat Gosain l'influenza Rajput a corte, già indebolita dal ritiro a vita privata di Mariam-uz-Zanami nel 1605, quando rimase vedova, sfumò rapidamente fino a svanire del tutto, per non essere mai più recuperata.

## Discendenza
Da Jahangir, Jagat Gosain ebbe tre figli, due femmine e un maschio:
- Begum Sultan Begum (Lahore, 9 ottobre 1590 - settembre 1591), morta infante. Nacque nello stesso giorno della sua sorellastra Bahar Banu Begum, che fu invece una delle due figlie di Jahangir a raggiungere l'età adulta;
- Khurram Mirza (5 gennaio 1592 - 22 gennaio 1666), successe al padre come imperatore con il nome di Shah Jahan. La sua nascita fu accolta con particolare gioia da suo nonno Akbar, che ordinò che il bambino venisse cresciuto nel suo palazzo da una delle sue consorti, Ruqaiya Sultan Begum, piuttosto che dai genitori. Fu restituito alla madre naturale nel 1605, quando Jahangir salì al trono;
- Luzzatunnissa Begum (Kashmir, 23 settembre 1597 - Allahabad, 1603), anche nota come Lizzatunnissa Begum. Nacque mentre i suoi genitori erano in viaggio verso Lahore, per fare visita all'imperatore Akbar, nonno paterno della nascitura, e fu l'ultima figlia femmina di Jahangir. Morì durante la ribellione di suo padre contro lo stesso Akbar, forse a causa delle privazioni subite durante la campagna[51].